# روب ماثيوز
روب ماثيوز (بالإنجليزية: Rob Matthews)‏ (14 أكتوبر 1970 بسلاو في المملكة المتحدة - ) هو لاعب كرة قدم بريطاني في مركز الهجوم. لعب مع ستوكبورت كونتي ونادي بلاكبول ونادي بوري ونادي لوتون تاون ونادي يورك سيتي ونوتس كاونتي وهال سيتي ونادي هاليفاكس تاون وMossley A.F.C. ‏ ونورثويتش فيكتوريا.

## وصلات خارجية
- روب ماثيوز على موقع قاعدة بيانات كرة القدم.إي يو (الإنجليزية)
- روب ماثيوز على موقع Soccerbase.com (لاعب) (الإنجليزية)